# أليكساندر فينسل
أليكساندر فينسل ، من مواليد 8 فبراير 1944، لاعب كرة قدم تشيكوسلوفاكي سابق. لعب مع منتخب تشيكوسلوفاكيا لكرة القدم.

## روابط خارجية
- أليكساندر فينسل على موقع الاتحاد الدولي (مؤرشف)  (الإنجليزية)
- أليكساندر فينسل على موقع الاتحاد الأوربي (الإنجليزية)
- أليكساندر فينسل على موقع الاتحاد التشيكي (الإنجليزية)
- أليكساندر فينسل على موقع قاعدة بيانات كرة القدم.إي يو (الإنجليزية)
- أليكساندر فينسل على موقع ناشيونال فوتبول تيمز (الإنجليزية)
- أليكساندر فينسل على موقع Soccerway.com (الإنجليزية)